# Hotel Poldruga zvezdica
Hotel Poldruga zvezdica je slovenska humoristična nadaljevanka, ki nastaja pod okriljem RTV SLO.

## Zgodovina
Prvič je bila prikazana leta 2005. Med 7. januarjem in 11. marcem 2006 je bila predvajana 2. sezona.
Nadaljevanka se je uvrstila na 46. festival Zlata vrtnica (Rose d’ Or) in se poteguje za Zlato vrtnico v kategoriji situacijskih komedij (sitkom).
Scenarij so napisali Andrej E. Skubic, Zdravko Duš, Mark Kurat in Vesna Milek, režiral pa je Slavko Hren.

## Vsebina
Sama zgodba se vrti okrog osebja in gostov hotela Poldruga zvezdica, ki se nenehno vpletajo v različne komične situacije.

## Igralci
- Polde Bibič – Polde
- Lara P. Jankovič – Nataša, upraviteljica hotela
- Aleš Valič – Martin
- Uroš Fürst – Frenk Kobal, amaterski igralec
- Barbara Krajnc – Danica, taksistka
- Janko Petrovec – Štefan, receptor
- Sabina Kogovšek – Beba, natakarica
- Nina Valič – Ava, čistilka
- Aleksandra Balmazovič
- Jernej Kuntner
- Zvezdana Mlakar

## Seznam epizod
| #   | naslov epizode                 |
| --- | ------------------------------ |
| 1.  | Na pol droga                   |
| 2.  | Amfiteater                     |
| 3.  | Podnajemniki                   |
| 4.  | Trenta                         |
| 5.  | Taksistični mrk                |
| 6.  | Preiskava                      |
| 7.  | Za eno noč slave               |
| 8.  | Odkrita kamera                 |
| 9.  | Kajenje ubija                  |
| 10. | Rojstni dan                    |
| 11. | Križi in težave                |
| 12. | Hčerki                         |
| 13. | Očka na službeni dolžnosti     |
| 14. | Računalnik                     |
| 15. | Oskarjevanje                   |
| 16. | Dekle na klic                  |
| 17. | Ne joči za menoj, Argentina    |
| 18. | Gospod direktor                |
| 19. | Nigerijsko pismo               |
| 20. | Na kmetu Slovenc stoji in pade |
| 21. | Kdo kdaj kje s kom             |
| 22. | Revolucija                     |
| 23. | Z letalom v nebotičnik         |
| 24. | Frenkove ženske                |
| 25. | Vse je v glavi                 |